# Datalogilaboratoriet i Uppsala
Datalogilaboratoriet i Uppsala grundades år 1969 av Erik Sandewall vid Uppsala universitet. Vid Datalogilaboratoriet hölls under början av 1970-talet seminarier och sommarskolor, där yngre forskare intresserade av datalogi och artificiell intelligens samlades och utbytte erfarenheter.
Datalogilaboratoriet i Uppsala har varit viktigt för tidig utveckling av datavetenskap i Sverige och många kommande rekryterade professorer i datavetenskap utvecklade sina kunskaper vid laboratoriet, bland annat Erik Sandewall, Sture Hägglund, Anders Haraldsson, Pär Emanuelsson, Tore Risch och Jacob Palme. Andra kända svenska dataprofiler från Datalogilaboratoriet är Jaak Urmi, Mats Nordström, Jerker Wilander, Anders Beckman, Hans-Jürgen Holstein och Torgny Tholerus.
Ett flertal implementeringar av programmeringsspråket Lisp utfördes, bland annat INTERLISP för IBM 360/370.
Laboratoriet upplöstes i huvudsak 1975, när Erik Sandewall blev professor i datalogi vid Linköpings universitet. Flera av forskarna vid laboratoriet följde med Erik och medverkade till att bygga upp Institutionen för datavetenskap, Linköpings universitet.